# Seeschlacht von Giglio
Die Seeschlacht von Giglio war ein militärischer Zusammenstoß zwischen einer Flotte des römisch-deutschen Kaisers Friedrich II. und einer Flotte der Seerepublik Genua im tyrrhenischen Meer. Sie fand am Freitag, den 3. Mai 1241 zwischen den Inseln Montecristo und Giglio (Toskanischer Archipel) statt und endete mit einem Sieg der kaiserlichen Flotte.
Der Angriff der kaiserlichen Flotte auf die der Genuesen hatte die Gefangennahme einer Reisegesellschaft hochrangiger kirchlicher Würdenträger zum Ziel, die sich auf dem Weg zu einem vom Papst einberufenen Konzil in Rom befanden.

## Hintergrund
Im Frühjahr 1239 war zwischen Papst Gregor IX. und Kaiser Friedrich II. in der Frage des kaiserlichen Herrschaftsanspruchs über die Städte des Lombardenbunds ein offener Konflikt entbrannt, der in der zweiten Exkommunikation des Kaisers am 20. März 1239 gipfelte. Von da an trugen beide nicht kompromissbereiten Seiten den Konflikt militärisch gegeneinander aus, wobei der Kaiser besonders im Kirchenstaat zu einigen Erfolgen gelangte, welche die Position des Papstes zunehmend gefährdeten. Im Herbst 1240 erging vom Papst an die Kirchenfürsten Italiens, Siziliens, Deutschlands, Frankreichs und Spaniens die Einladung zu einem Konzil, das sich zu Ostern 1241 in Rom mit dem weiteren Vorgehen der Kirche gegen den Kaiser befassen sollte. In seiner Eigenschaft als König von Sizilien konnte Friedrich II. die Teilnahme der sizilianischen Prälaten mühelos unterbinden, aber der Klerus der anderen Länder fand sich in den folgenden Monaten in Norditalien ein, um nach Rom weiterzureisen, was der Kaiser aber zu verhindern suchte.

## Der Kampf
Da der Kaiser den Landweg durch das heutige Mittelitalien kontrollierte und Rom damit von Norditalien abschnitt, sammelten sich die Konzilreisenden in Nizza, wo sie von einer Flotte der ligurischen Seerepublik Genua, die von einer propäpstlichen Regierung geführt wurde, zunächst in deren Hafen transportiert wurden. Die zwei Kardinallegaten und informellen Anführer der Konzilreisenden, Jakob von Palestrina und Otto von San Nicola, handelten mit Genua die Stellung von 32 bewaffneten Galeeren für den weiteren Schiffstransport nach Rom aus und sobald sich die Gesandtschaften der lombardischen Städte eingeschifft hätten, sollte die Reise begonnen werden. Als Friedrich II. von diesem Vorhaben erfuhr, befahl er im März 1241 seinen in der Lombardei waltenden Vikaren, Marino di Ebulo und Oberto Pallavicini, Genua von Land aus anzugreifen. Deren Verwüstungsfeldzug in das Umland der Republik erzielte allerdings keine nachhaltige Wirkung, worauf der Kaiser seine sizilianische Flotte aufrüsten ließ, um die Genuesen von der See aus unter Druck zu setzen. 27 Schiffe mit seinem Sohn Enzio, unter dem Kommando des Admirals Ansaldo de Mari stehend, entsandte er zur Seerepublik Pisa, der Erzrivalin Genuas und deshalb seine natürliche Verbündete. 
Am 25. April setzte die genuesische Flotte in ihrer Heimatstadt feierlich die Segel, steuerte aber zunächst das nah gelegene Portofino an, wo sie ein oder zwei Tage lang ankerte. Als die Schiffsmannschaften dort von einem Angriff Pallavicinis auf das zur Republik gehörende Zolasco erfuhren, beabsichtigten sie der Stadt zu Hilfe zu kommen, aber die zwei Kardinallegaten hielten sie davon ab, indem sie erfolgreich auf eine schnelle Weiterfahrt nach Rom drängten. Bei einem weiteren Zwischenstopp in Porto Venere erfuhren sie von der Vereinigung der sizilianischen Flotte mit jener von Pisa in deren Hafen. Obwohl sie nun einen Gegner zwischen sich und ihrem Ziel hatten, entschlossen sich die Genuesen wieder Richtung Rom mit unbekanntem Kurs Segel zu setzen, ohne auf eine ihnen bereits von Genua nachreisende Verstärkung von sieben Galeeren zu warten. Es gelang ihnen an Pisa vorbei zu fahren, wohl aber vom Gegner nicht unbemerkt, da dieser sie zwischen den Inseln Montecristo und Giglio doch noch abfangen konnte.
In dem nun folgenden Kaperkampf zeigte sich die kaiserliche Flotte der genuesischen überlegen. Vor allem die zahlreichen Passagiere und deren überbordendes Gepäck behinderten die Genuesen bei der adäquaten Verteidigung ihrer Schiffe, die deshalb nur schwachen Widerstand leisten konnten, um der drohenden Versenkung zu entgehen. Den Kaiserlichen gelang es 22 Galeeren erfolgreich zu kapern und deren Mannschaften und vor allem deren Passagiere gefangen zu nehmen. Widersprüchlich sind die Überlieferungen bezüglich drei versenkter Schiffe. In ihrem später für den Papst verfassten Bericht behaupteten die Genuesen, dass sie drei Schiffe der Kaiserlichen versenkt hätten. Die Gegenseite wiederum verzeichnete drei versenkte genuesische Schiffe für sich, was auch eher wahrscheinlich ist. Letztlich konnten nur 7 genuesische Schiffe in ihre Heimatstadt entkommen, darunter das Admiralsschiff.

## Folgen

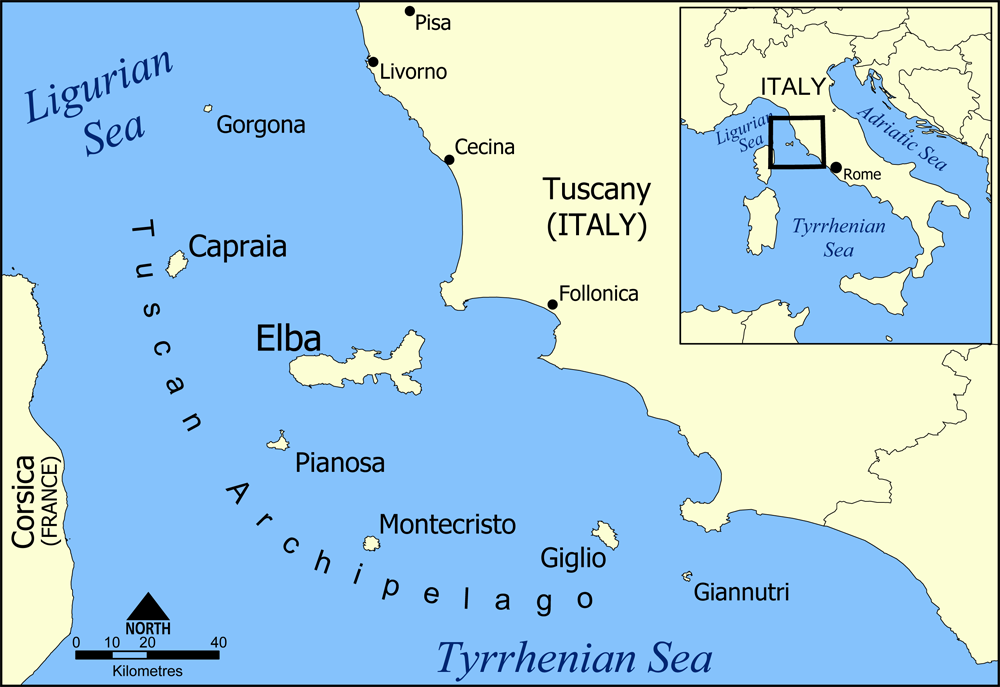
Der toskanische Archipel

Die Kaperung der genuesischen Flotte war für Kaiser Friedrich II. ein voller Erfolg. Nahezu alle hohen Würdenträger der Konzilreisenden gerieten in seine Gefangenschaft. Dazu zählten die zwei Kardinallegaten sowie ein weiterer Legat. Die Erzbischöfe von Rouen, Bordeaux und Auch, die Bischöfe von Carcassonne, Agde, Nîmes, Tortona, Asti und Pavia, die Äbte von Cîteaux, Clairvaux, Cluny, Fécamp, Mercy-Dieu und Foix, weiterhin die diplomatischen Gesandten von England, Mailand, Brescia, Piacenza, Genua und Bologna. Sie wurden zunächst nach Pisa und San Miniato verbracht, später nach Neapel. Auf den Schiffen, die sich retten und so der Gefangenschaft entgehen konnten, befanden sich hauptsächlich die Prälaten von der iberischen Halbinsel. Dazu zählten die Erzbischöfe von Santiago de Compostela, Braga, Tarragona und Arles, die Bischöfe von Salamanca, Astorga, Porto, Orense und Plasencia. Der einzige Konzilreisende, der an diesem Tag starb, war der Erzbischof von Besançon (Gottfried), der im Kampfgetümmel über Bord gegangen war und im Meer ertrank. Kaiser Friedrich II. fasste seinen Sieg als Gottesurteil auf, das die Unrechtmäßigkeit seiner Verfolgung durch den Papst offenbart habe. Zwar konnte der Kaiser mittels dieses Gewaltakts die Einberufung des Konzils verhindern, doch trug er damit zur Verhärtung der gegenseitigen Positionen bei. 
Erst der überraschend schnell erfolgte Tod Papst Gregors IX. im August 1241 schien die Lage zunächst zu entspannen. Als Zeichen seines Entgegenkommens ließ der Kaiser im August 1242 und Mai 1243 die beiden Kardinallegaten wieder frei, um den Weg zur Wahl eines neuen Papstes frei zu machen. Der neu gewählte Innozenz IV. sollte sich allerdings als ein ebenso unnachgiebiger Gegner erweisen wie sein Vorgänger. Im Jahr 1244 nahm er seinen Exilsitz im sicheren Lyon, wo dieses Mal die Einberufung eines Konzils (Erstes Konzil von Lyon) gelang, das den Kaiser formell absetzte.